# Rob Hartog
Rob Hartog (Abbekerk, 26 maart 1992) is een Nederlandse motorcoureur.
Hartog werd in 2014 Nederlands Kampioen in de Supersport klasse en won in 2018 de FIM Europe Supersport Cup.
Hij is een neef van Wil Hartog, die in 1977 als eerste Nederlander de Dutch TT wist te winnen in de koningsklasse.

## Carrière
Rob Hartog debuteerde in 2011 in de wegracesport, in de Talent Cup 600. De jaren erna reed Hartog in de SuperCup 600 klasse (winnaar van kampioenschap in 2012) en het ONK Dutch Supersport (Nederlands Kampioen in 2014).
Hartog debuteerde in 2012 in de internationale wegracecompetitie en nam met een wildcard deel aan het Nederlandse ronde van de European Junior Cup, een evenement met één merk dat de Europese kalender van het World Superbike kampioenschap volgde. Hij eindigde de race op de tweede plaats na het starten van de poleposition. In het hierna volgende seizoen neemt Hartog deel, opnieuw als wildcard, aan de Nederlandse ronde in het Europese Superstock 600 kampioenschap. De race eindigde al in de eerste bocht destijds door een valpartij op zijn Suzuki GSX-R600, rijdend voor het NIWA Racing Team. Een jaar later in 2014 herhaalde hij deze wildcard in de Europese Superstock 600, opnieuw op de Suzuki. Ditmaal uitkomend voor Team Hartog - Racing Against Cancer, eindigde hij de race op de vierde plaats.
In 2015 ging Hartog van start met een permanente startplaats in het Europese Superstock 600 kampioenschap. Hartog maakt de overstap naar de Kawasaki ZX-6R met het MTM-HS Kawasaki team. Hij sluit het seizoen na acht races af op een gedeelde tiende plaats in het klassement met 39 punten. In 2016 maakte Hartog de overstap naar de World Superstock 1000 klasse. Rijdend op een Kawasaki ZX-10R voor Team Hartog - Jenik - Against Cancer. Het seizoen wordt afgesloten op de zevenentwintigste plaats met zes punten op zijn naam. Deze zes punten waren behaald tijdens zijn thuisrace in Assen, na het scoren van een tiende plaats.
In 2017 maakte Hartog de overstap naar de FIM Europe Supersport Cup, een apart kampioenschap waarbij de wedstrijden verreden worden tijdens de Europese rondes van de World Supersport. Op een Kawasaki ZX-6R van Team Hartog - Jenik - Against Cancer mist hij het kampioenschap op slechts één punt, achter winnaar Hannes Soomer. Wat het Wereldkampioenschap betreft, eindigt Hartog op de negentiende plaats met zevenentwintig punten. Deze punten zijn enkel behaald in de acht Europese races van de totaal twaalf races. In 2018 nam hij opnieuw deel aan de FIM Europe Supersport Cup klasse, met dezelfde motorfiets en team als het voorgaande seizoen. Hij wint het kampioenschap en sluit het seizoen in de World Supersport af als achttiende. In 2019 is Hartog een permanente WK deelnemer in deze klasse.

## Resultaten
| Seizoen | Klasse                | Motor    | 1   | 2   | 3   | 4   | 5   | 6   | 7   | 8   | 9   | 10  | 11  | 12  | Ptn | Pos |       |
| ------- | --------------------- | -------- | --- | --- | --- | --- | --- | --- | --- | --- | --- | --- | --- | --- | --- | --- | ----- |
| 2015    | EK Superstock 600     | Kawasaki | ARA | ARA | ASS | IMO | POR | MIS | JER | MAG |     |     |     |     | 39  | 10  |       |
| 2015    | EK Superstock 600     | Kawasaki | 20  | 15  | 6   | 16  | 6   | 13  | 9   | 8   |     |     |     |     | 39  | 10  |       |
| 2016    | World Superstock 1000 | Kawasaki | ARA | ASS | IMO | DON | MIS | LAU | MAG | JER |     |     |     |     | 6   | 27  |       |
| 2016    | World Superstock 1000 | Kawasaki | 21  | 10  | 20  | 19  | DNF | DNF | 26  | 17  |     |     |     |     | 6   | 27  |       |
| 2017    | World Supersport *    | Kawasaki | PHI | CHA | ARA | ASS | IMO | DON | MIS | LAU | POR | MAG | JER | LOS | 27  | 19  | EK* 2 |
| 2017    | World Supersport *    | Kawasaki |     |     | 12  | 10  | 17  | 19  | 13  | DNF | 10  | 17  | 8   |     | 27  | 19  | EK* 2 |
| 2018    | World Supersport *    | Kawasaki | PHI | CHA | ARA | ASS | IMO | DON | BRN | MIS | POR | MAG | VIL | LOS | 27  | 18  | EK* 1 |
| 2018    | World Supersport *    | Kawasaki |     |     | 10  | 8   | 11  | DNF | 11  | 13  | DSQ | 17  |     |     | 27  | 18  | EK* 1 |
| 2019    | World Supersport      | Kawasaki | PHI | CHA | ARA | ASS | IMO | JER | MIS | DON | POR | MAG | VIL | LOS | 4   | 21  |       |
| 2019    | World Supersport      | Kawasaki | DNS | 14  | DNS | 14  | 16  |     |     |     |     |     |     |     | 4   | 21  |       |

| Kleur | Resultaat               |
| ----- | ----------------------- |
| Groen | Gefinisht, in de punten |
| Blauw | Gefinisht, geen punten  |
| Paars | Niet gefinisht (DNF)    |
| Zwart | Gediskwalificeerd (DSQ) |
| Wit   | Niet gestart (DNS)      |
| Wit   | Niet deelgenomen        |

 * EK Deelnemer (FIM Europe Supersport Cup)